# Lijst van personen overleden in november 2021
Dit is een lijst van bekende personen die zijn overleden in november 2021.

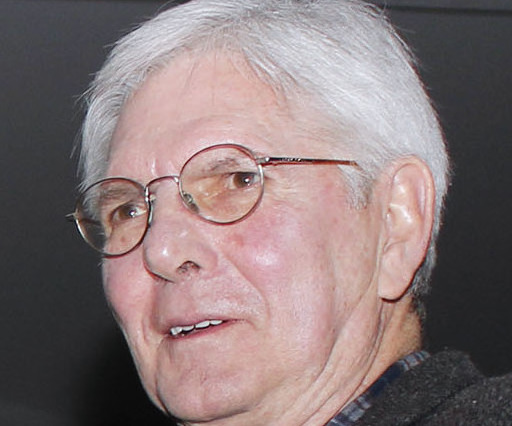
Mario Lavista
4 november

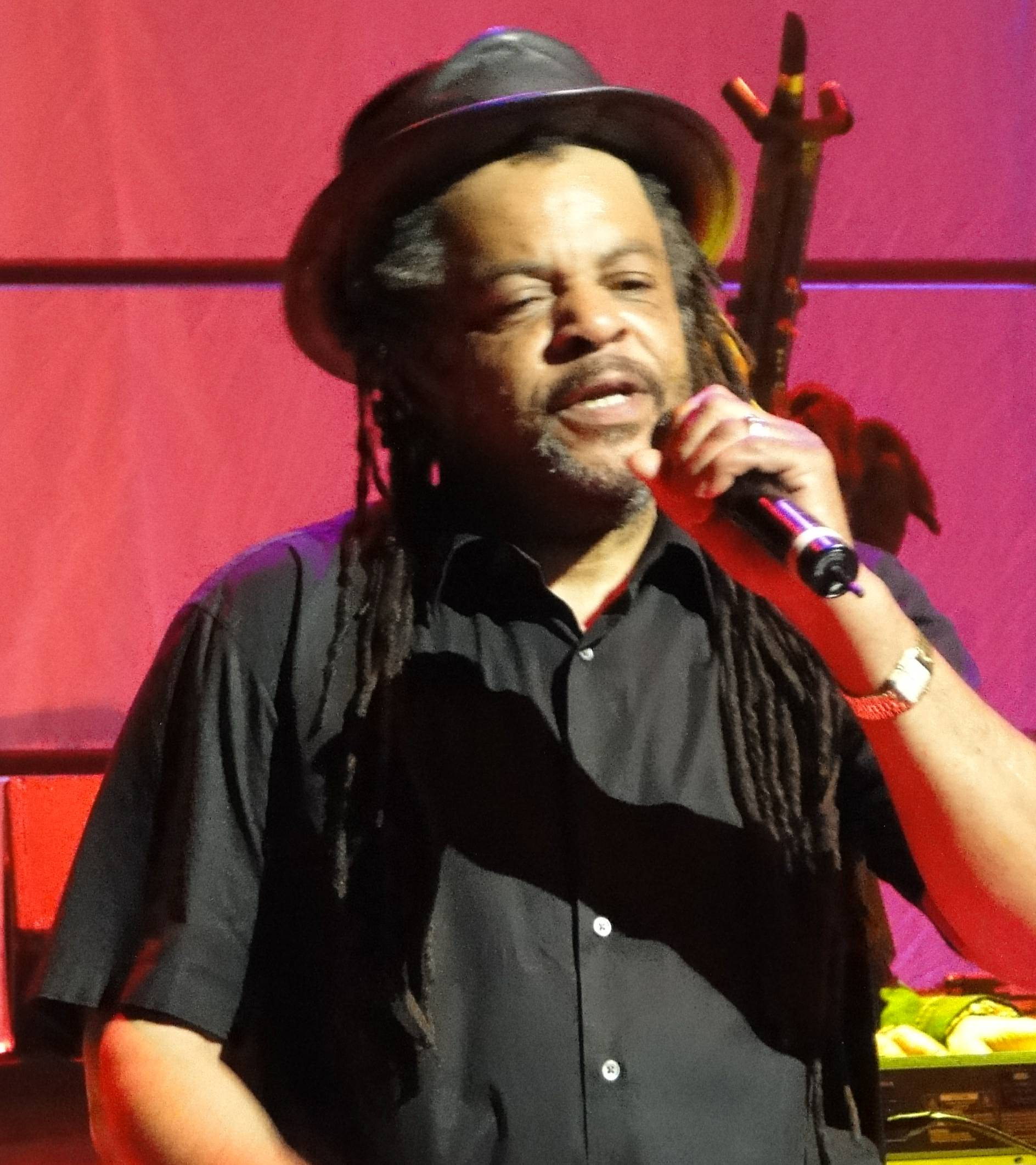
Astro (Terence Wilson)
6 november

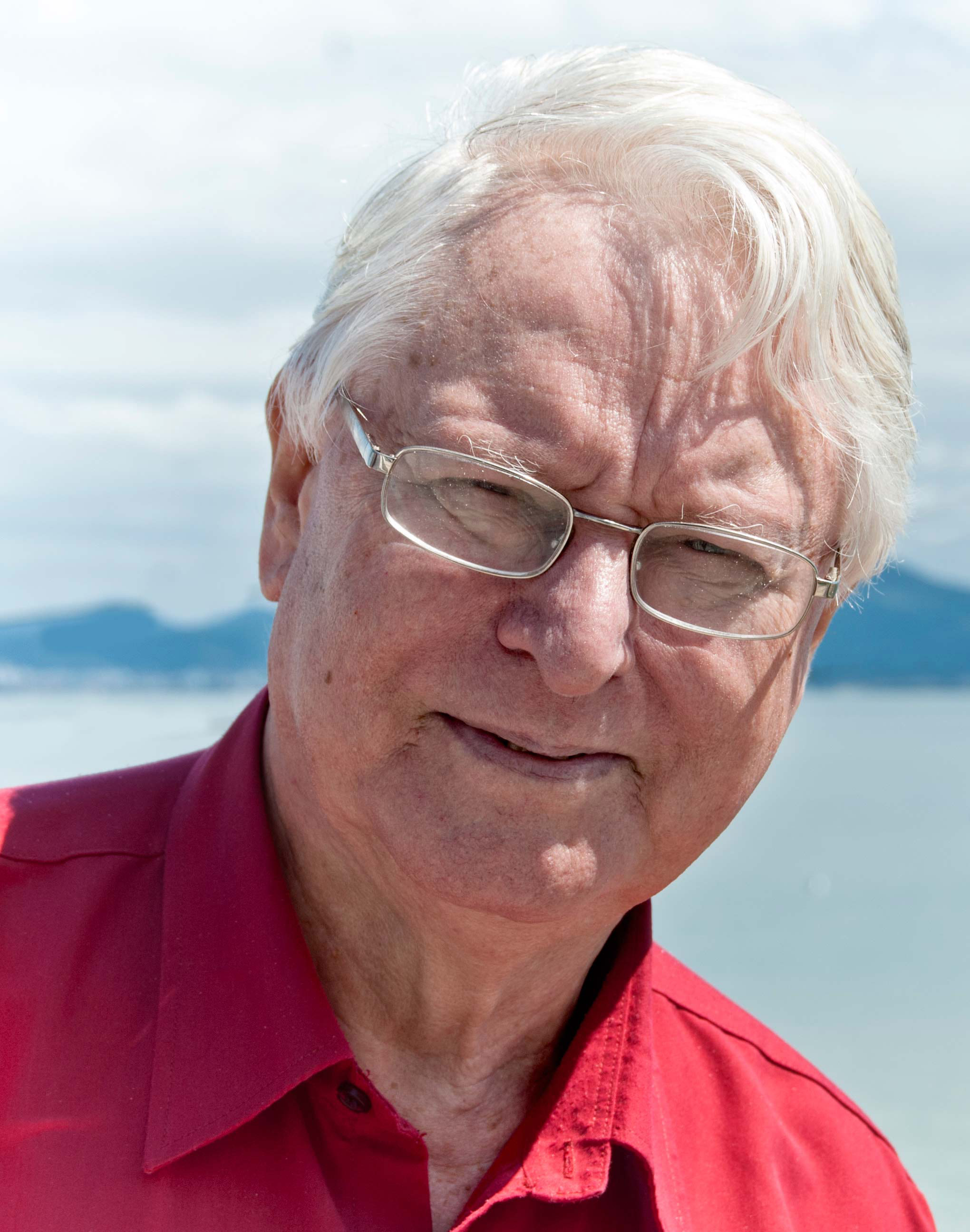
Pieter Seuren
6 november

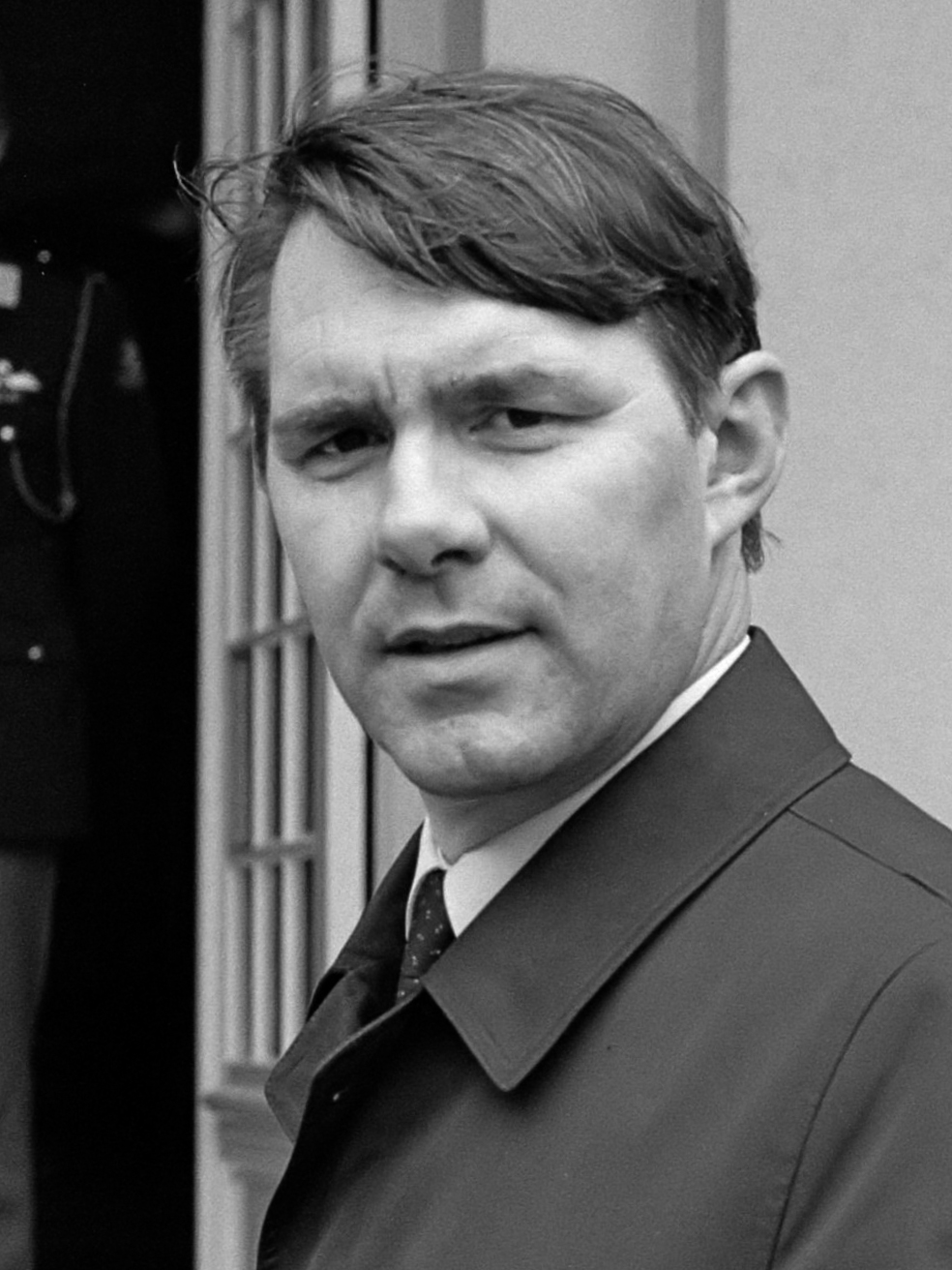
Bas van der Vlies
7 november

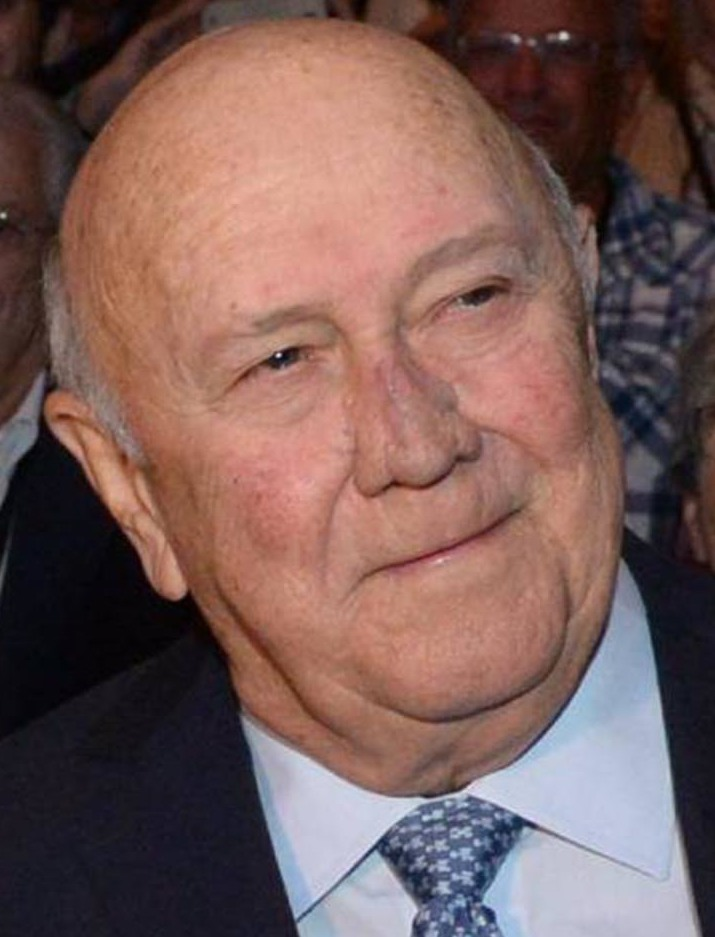
Frederik Willem de Klerk
11 november

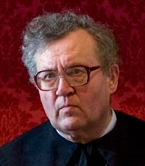
Matthew Festing
12 november

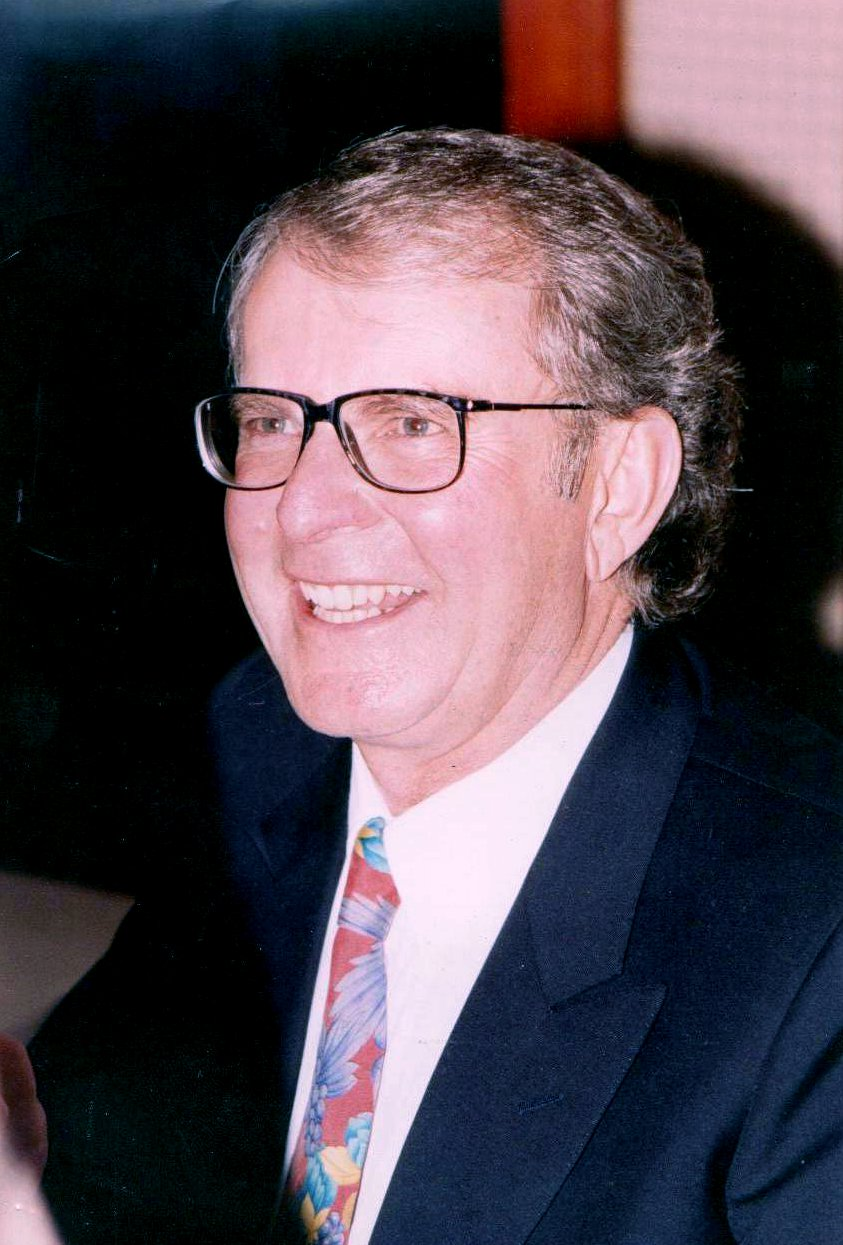
Wilbur Smith
13 november

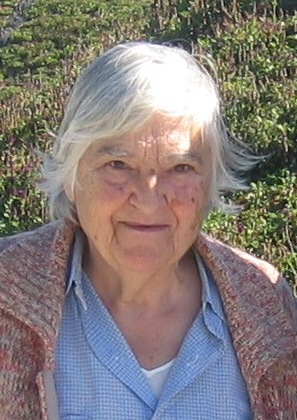
Etel Adnan
14 november

Young Dolph
17 november

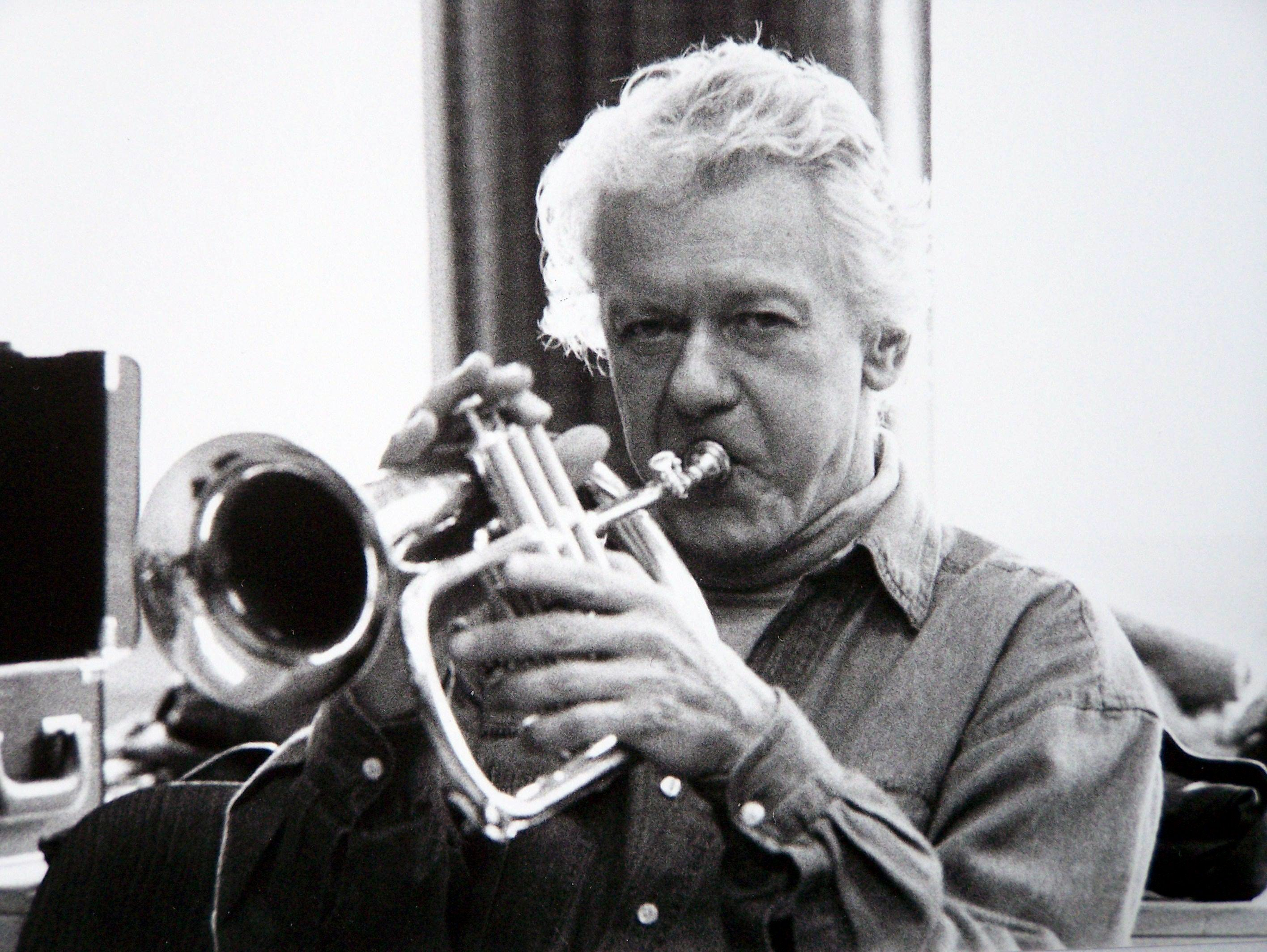
Ack van Rooyen
18 november

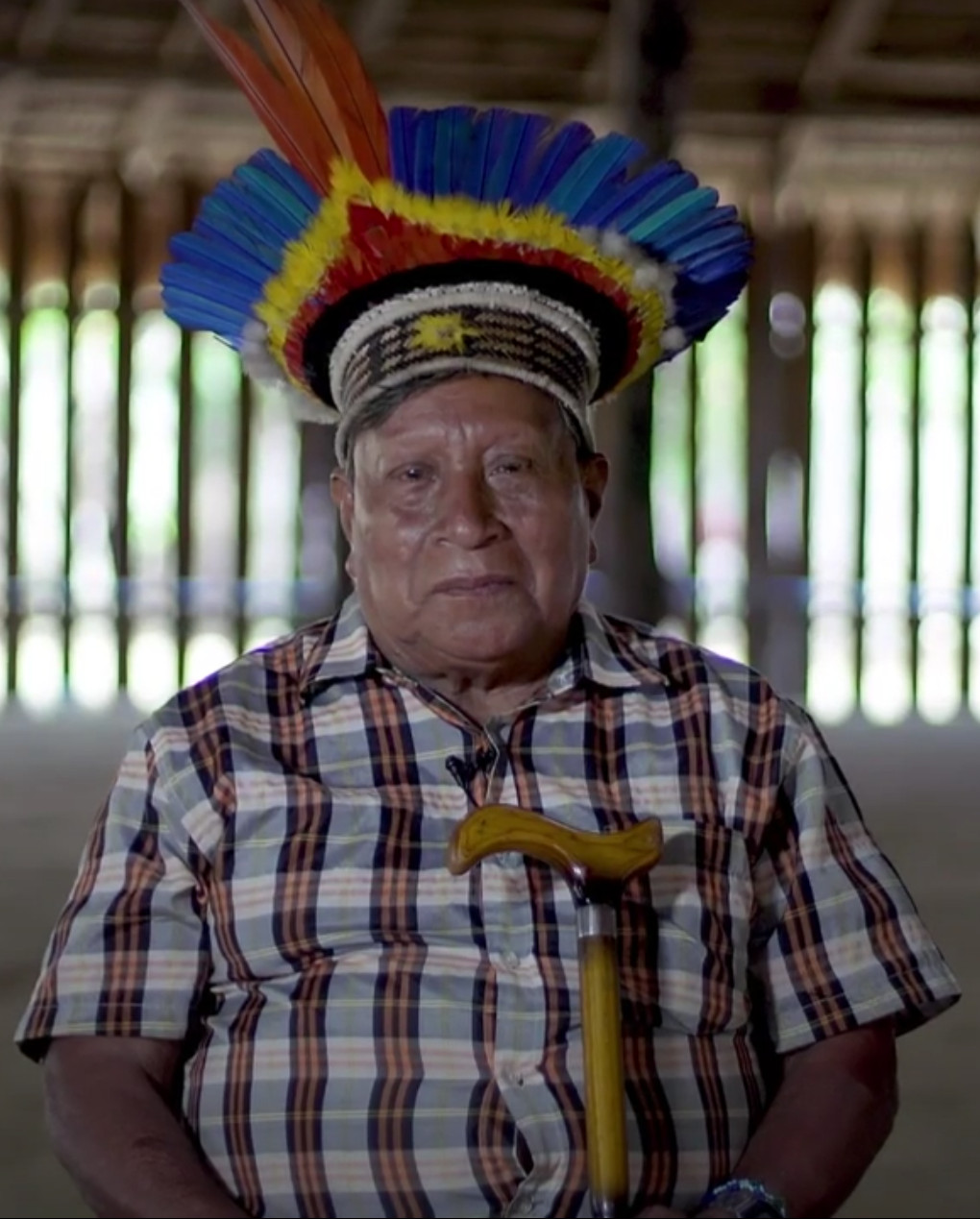
Asongo Alalaparoe
21 november

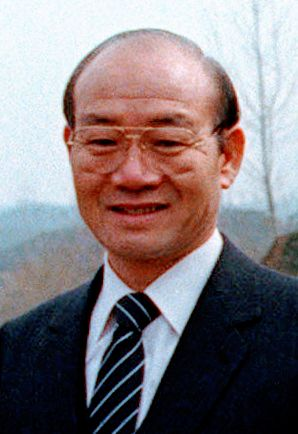
Chun Doo-hwan
23 november

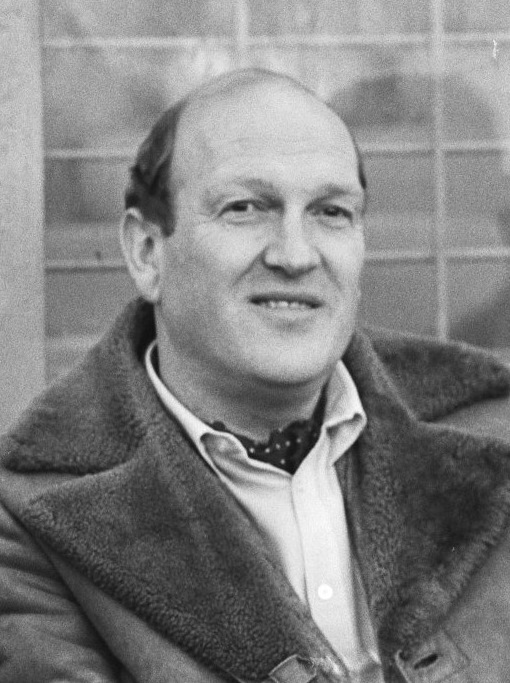
Simon Kistemaker
23 november

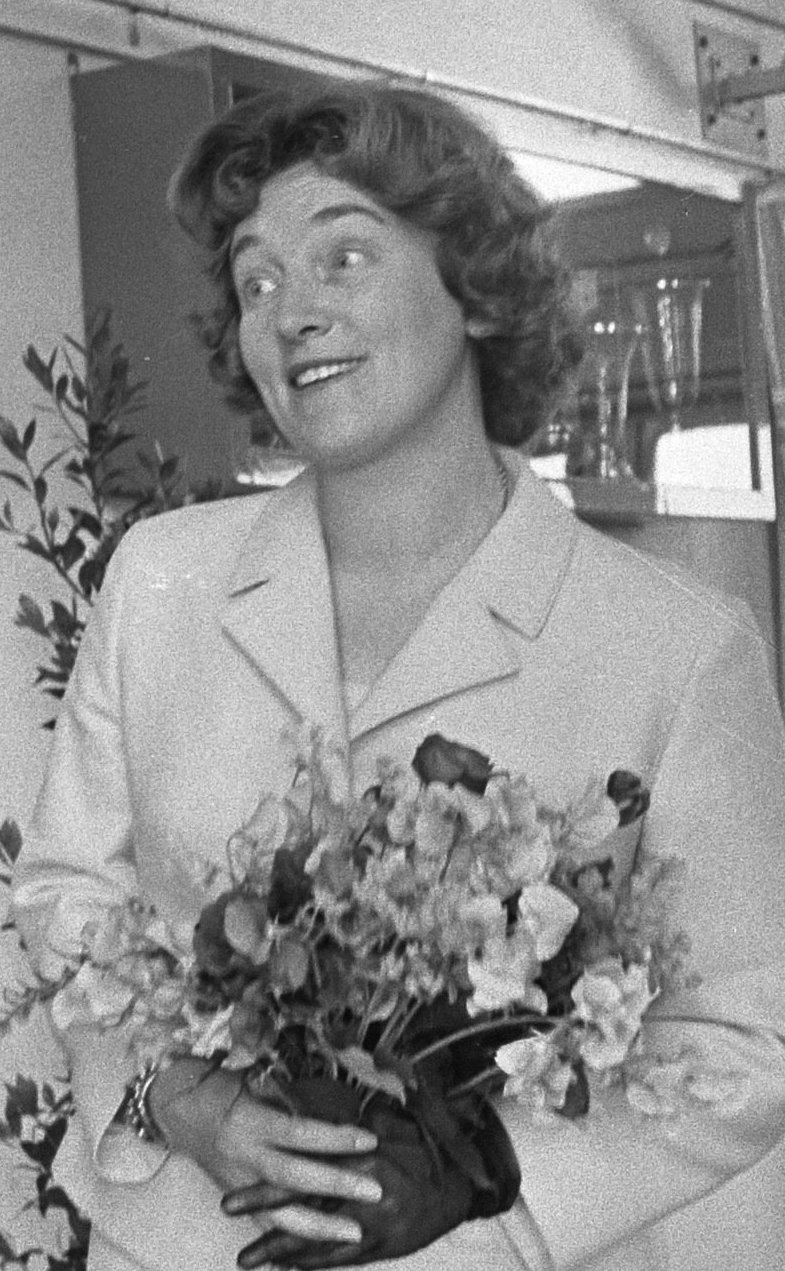
Inez van Dullemen
24 november

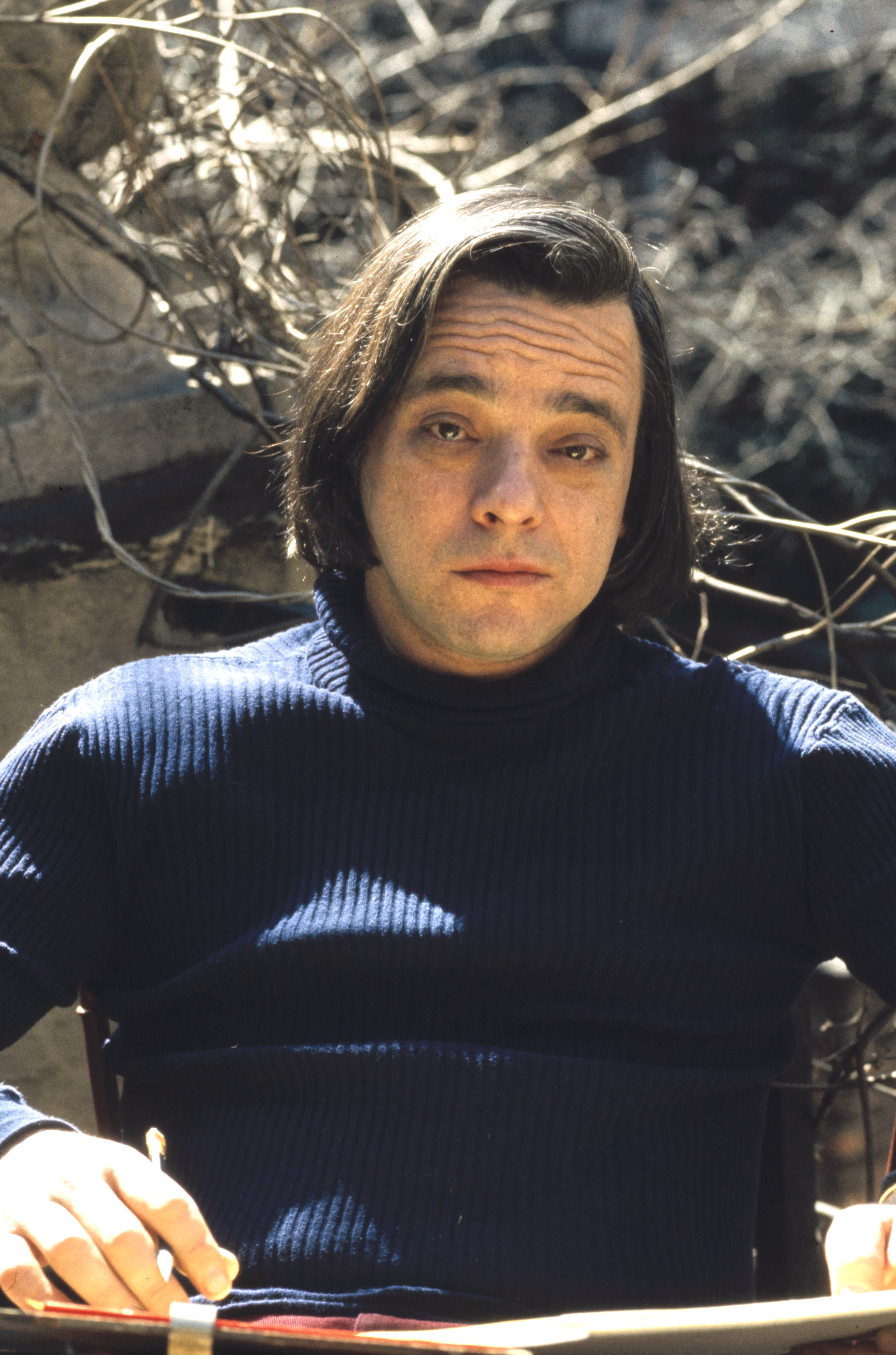
Stephen Sondheim
26 november

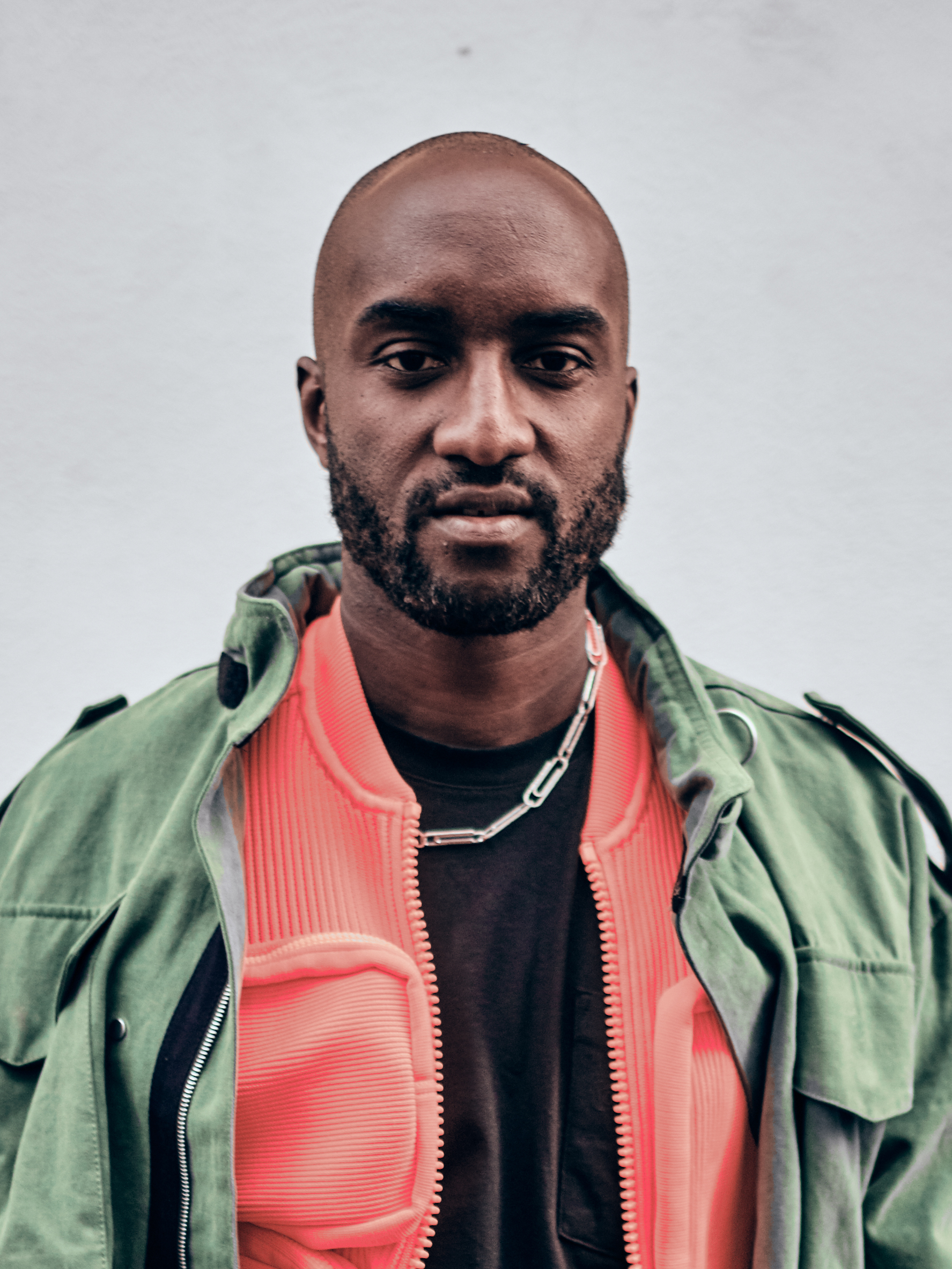
Virgil Abloh
28 november

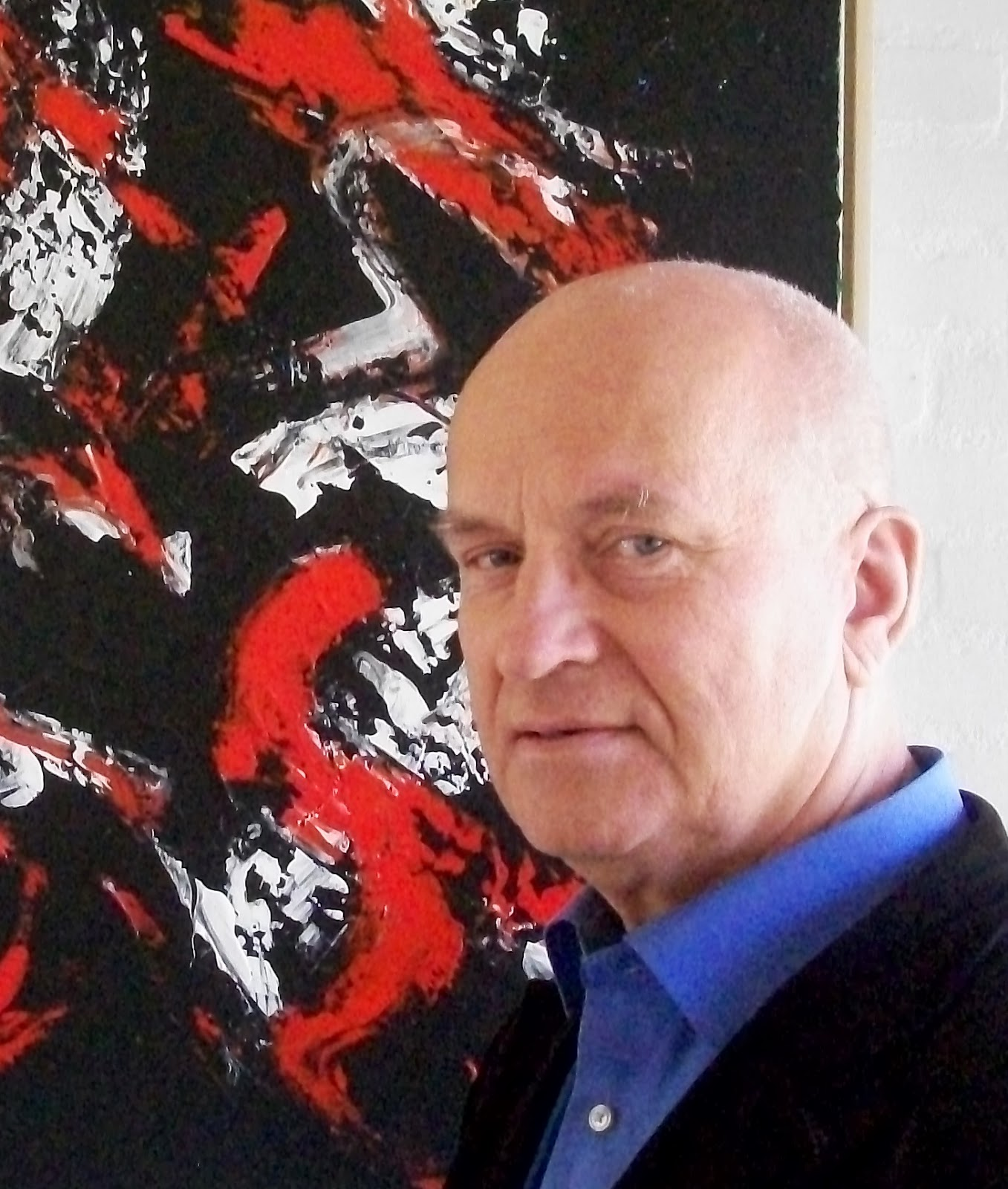
Andrej Chotejev
28 november

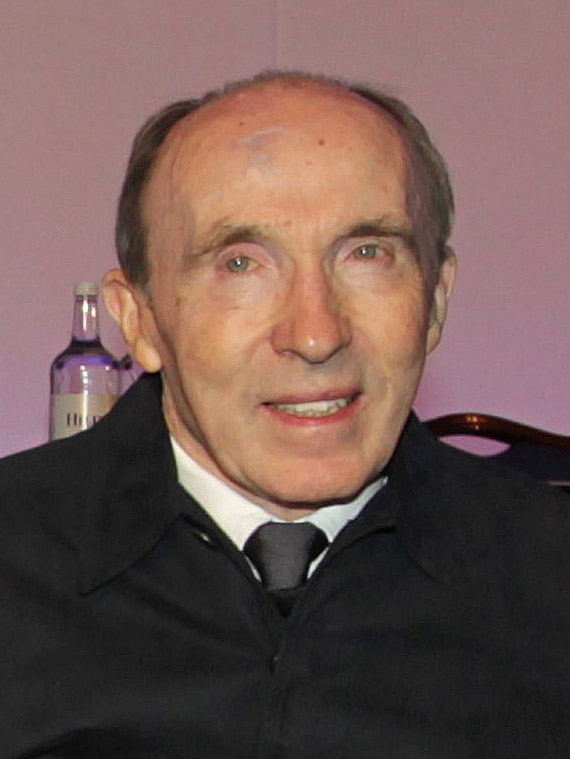
Frank Williams
28 november

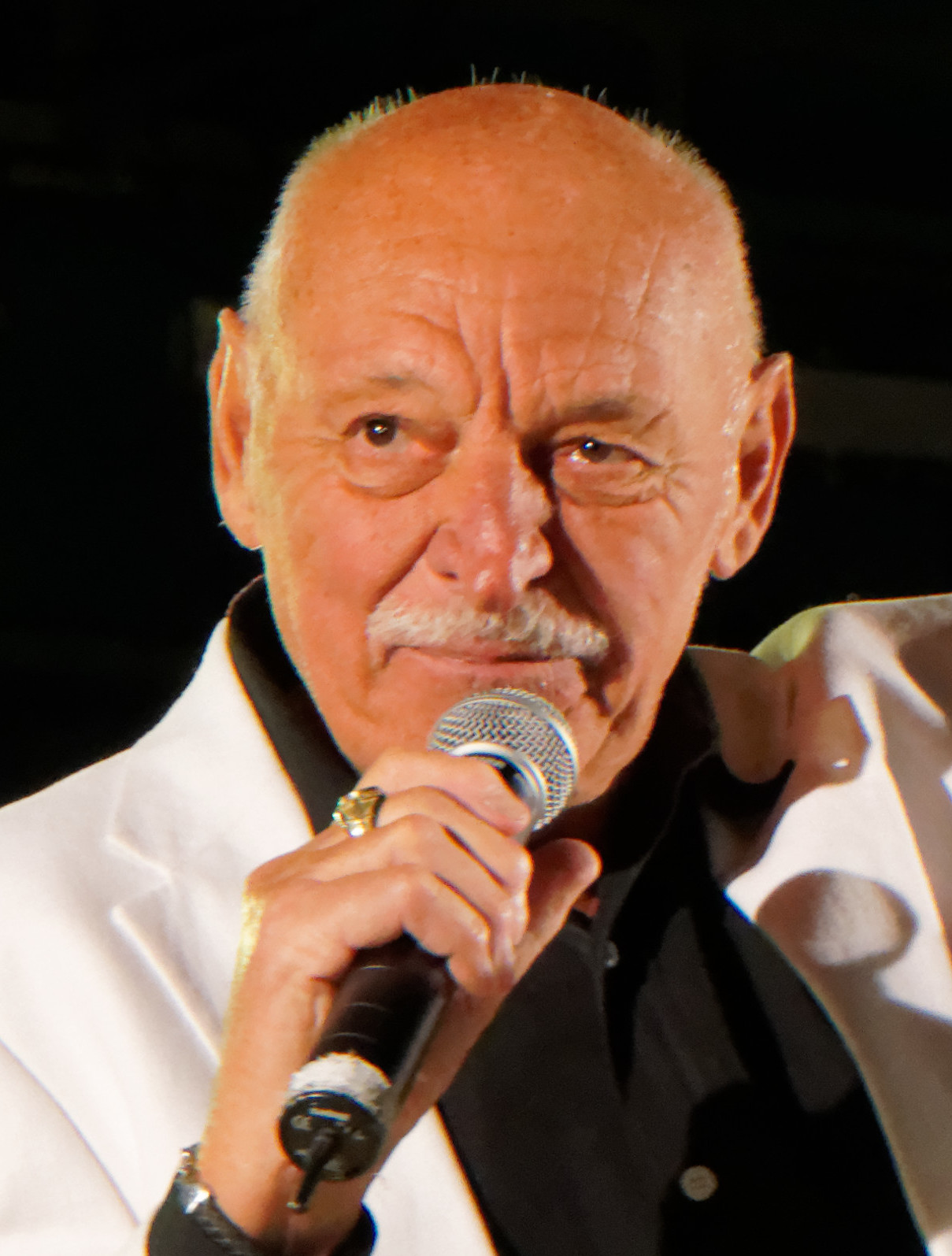
Lange Jojo
30 november

| 1 | 2 | 3 | 4 | 5 | 6 | 7 | 8 | 9 | 10 | 11 | 12 | 13 | 14 | 15 | 16 | 17 | 18 | 19 | 20 | 21 | 22 | 23 | 24 | 25 | 26 | 27 | 28 | 29 | 30 |
| - | - | - | - | - | - | - | - | - | -- | -- | -- | -- | -- | -- | -- | -- | -- | -- | -- | -- | -- | -- | -- | -- | -- | -- | -- | -- | -- |

### 1 november
- Gulraiz Akhtar (78), Pakistaans hockeyer[1]
- Aaron Temkin Beck (100), Amerikaans psychiater en psycholoog[2]
- Nelson Freire (77), Braziliaans klassiek pianist[3]
- Pat Martino (77), Italiaans-Amerikaans jazzgitarist[4]
- Alvin 'Seeco' Patterson (90), Cubaans-Jamaicaans percussionist[5]
- Theo Stevens (83), Nederlands hoogleraar sportgeschiedenis en historicus[6]

### 2 november
- Cor Bernard (87), Nederlands burgemeester[7]
- Jaap Castricum (62), Nederlands gitarist[8]
- Boy Dap (88), Curaçaos muzikant[9]
- Raimund Krone (75), Duits acteur[10]
- Irene Lalji, Surinaams advocate[11]
- Frans Van den Eynde (98), Belgisch politicus[12]
- Ronnie Wilson (73), Amerikaans muzikant[13]

### 3 november
- Bob Baker (82), Brits scenarioschrijver[14]
- Georgie Dann (81), Frans-Spaans zanger[15]
- Elvire De Prez (82), Belgisch actrice en presentatrice[16]

### 4 november
- Mario Lavista (78), Mexicaans componist[17]
- Flip Stapper (76), Nederlands voetballer[18][19]

### 5 november
- Walter Brune (95), Duits  architect[20]

### 6 november
- Astro (Terence Wilson) (64),  Brits-Jamaicaans muzikant[21]
- Andy Barker (53), Brits basgitarist[22]
- Manu Bonmariage (80), Belgisch regisseur en cameraman[23]
- Raúl Rivero Castañeda (75), Cubaans dichter[24]
- Maureen Cleave (87), Brits journaliste[25]
- Jörg Glombowski (75), Nederlands-Duits hoogleraar[26]
- Shawn Rhoden (46), Jamaicaans-Amerikaans professioneel bodybuilder[27]
- Luíz Antônio dos Santos (57), Braziliaans atleet[28]
- Pieter Seuren (87), Nederlands taalkundige[29]

### 7 november
- Carmen Laffón (87), Spaans kunstenares[30]
- Dean Stockwell (85), Amerikaans acteur[31]
- Anton Valens (57), Nederlands schrijver en kunstschilder[32]
- Jaak Van de Velde (74), Belgisch theaterregisseur, acteur en lichtontwerper[33]
- Bas van der Vlies (79), Nederlands politicus[34]

### 8 november
- Rinus Bennaars (90), Nederlands voetballer[35]
- Margo Guryan (84), Amerikaans singer-songwriter, pianiste en producer[36]
- Mike Harris (82), Zuid-Afrikaans autocoureur[37]
- Vegar Hoel (47), Noors acteur[38]
- Mahlagha Mallah (104), Iraans bibliothecaresse en milieuactiviste[39]
- Franck Olivier (73), Belgisch zanger[40]
- Wilhelm Schraml (86), Duits bisschop[41]
- Franz Xaver Streitwieser (82), Duits-Amerikaans trompettist, musicoloog, verzamelaar en filantroop[42]

### 9 november
- Hajra Catic (78), Bosnisch activiste[43]
- Max Cleland (79), Amerikaans senator[44]
- Jerry Douglas (88), Amerikaans acteur[45]
- Allan van Oosterom (81), Nederlands hoogleraar oncologie[46]

### 10 november
- Gerrit Pieter Hartvelt (100), Nederlands theoloog[47]
- Spike Heatley (88),  Brits jazzbassist[48]
- André Osi (62), Belgisch striptekenaar[49]

### 11 november
- Graeme Edge (80), Brits musicus[50]
- Carl von Essen (81), Zweeds schermer[51]
- Ed Figee (75), Nederlands journalist en lobbyist[52]
- Jan Hendrikx (77), Nederlands politicus[53]
- Frederik Willem de Klerk (85), Zuid-Afrikaans politicus[54]
- Aga Mikolaj (50), Pools operazangeres[55]
- André Orval (81), Nederlands voetballer[56]
- Dino Pedriali (71), Italiaans fotograaf[57]

### 12 november
- Bob Bondurant (88), Amerikaans autocoureur[58]
- Lothar Claesges (79), Duits wielrenner[59]
- Matthew Festing (71), Brits prins-grootmeester van de Orde van Malta[60]
- Ron Flowers (87), Engels voetballer[61]
- Willem Hofstee (85), Nederlands hoogleraar en psycholoog[62]
- Henk Snepvangers (82), Nederlands atleet[63]

### 13 november
- Annie Declerck (87), Belgisch producent, regisseur en presentatrice[64][65]
- Ivo Georgiev (49), Bulgaars voetballer[66]
- Gilbert Harman (83), Amerikaans filosoof[67]
- Jim Knapp (82), Amerikaans jazzmusicus[68]
- Philip Margo (79), Amerikaans zanger[69]
- Wilbur Smith (88), Zuid-Afrikaans schrijver[70]

### 14 november
- Etel Adnan (96), Libanees-Amerikaans dichteres, romanschrijfster en beeldend kunstenares[71]
- László Bitó (87), Hongaars fysioloog en schrijver[72]
- Jo Eyck (92), Nederlands kunstverzamelaar[73]
- Heath Freeman (41), Amerikaans acteur[74]
- Françoise Oriane (81), Belgisch actrice[75]
- Virginio Pizzali (86), Italiaans wielrenner[76]

### 15 november
- Jason Plummer (52), Australisch zwemmer[77]

### 16 november
- Gisela Söhnlein (100), Nederlands verzetsstrijder[78]

### 17 november
- Jimmie Durham (81), Amerikaans beeldhouwer, essayist en poëet[79]
- Jacques Hamelink (82), Nederlands dichter en schrijver[80]
- Theuns Jordaan (50), Zuid-Afrikaans zanger[81]
- Art LaFleur (78), Amerikaans acteur[82]
- Young Dolph (Adolph Robert Thornton jr.) (36), Amerikaans rapper[83]
- Jean Baptiste Peeters (95), Belgisch atleet[84]
- Klaus Wüsthoff (99), Duits componist en dirigent[85]

### 18 november
- Ria van Dijk (101), Nederlands fotograaf, middenstander en kermisliefhebster[86]
- Slide Hampton (89), Amerikaans jazztrombonist, jazztubaïst, arrangeur en componist[87]
- Mick Rock (72), Brits fotograaf[88]
- Ack van Rooyen (91), Nederlands jazztrompettist[89]
- Kim Suominen (52), Fins voetballer[90]
- Oswald Wiener (86),  Oostenrijks schrijver[91]

### 19 november
- Bernard Rollin (78),  Amerikaans hoogleraar filosofie[92]
- George Schöpflin (81), Hongaars politicus[93]

### 20 november
- Rudy Croes (74), Arubaans politicus[94]
- Diomid (60), Russisch-orthodox bisschop[95]
- Burgess Gardner (85), Amerikaans jazztrompettist[96]
- Ted Herold (79), Duits zanger[97]
- Billy Hinsche (70), Amerikaans muzikant[98]
- David Longdon (56), Brits zanger en multi-instrumentalist[99]
- Jan Peers (82), Belgisch arts[100]
- Tap Werkman (100), Nederlands kunstenaar[101]

### 21 november
- Asongo Alalaparoe (79), Surinaams granman[102]
- Antonio Escohotado (80), Spaans filosoof en schrijver[103]
- Joey Morgan (28), Amerikaans acteur[104]
- Johann van den Noort (81), Nederlands uitvinder en kunstenaar[105]

### 22 november
- Hanno van der Does (88), Nederlands landsadvocaat[106]
- Jan Heemskerk sr. (84), Nederlands journalist[107]
- Bernard Holley (81), Brits acteur[108]
- Volker Lechtenbrink (77), Duits acteur[109]
- Marie Versini (81), Frans actrice[110]

### 23 november
- Chun Doo-hwan (90), president van Zuid-Korea[111]
- Bruno Ernst (Hans de Rijk) (95), Nederlands natuurkundige, publicist en wetenschapspopularisator[112]
- Simon Kistemaker (81), Nederlands voetbaltrainer[113]

### 24 november
- Inez van Dullemen (96), Nederlands schrijfster[114]
- Yvonne Wilder (84), Amerikaans actrice[115]

### 25 november
- Theodorus Jozef Dekker (94), Nederlands wiskundige[116]
- Dieter B. Herrmann (82), Duits astronoom[117]
- Oleksandr Omelchenko (83), Oekraïens politicus[118]

### 26 november
- Luc Beaucourt (73), Belgisch urgentiearts[119]
- Stephen Sondheim (91), Amerikaans componist en tekstschrijver[120]
- Coenraad Tamse (84), Nederlands historicus en hoogleraar[121]
- Aleksandr Timosjinin (73), Russisch roeier[122]
- Donald Uges (74), Nederlands toxicoloog[123]

### 27 november
- Apetor (Tor Eckhoff) (57), Noors internetpersoonlijkheid[124]
- Beverley Dunn (88), Australisch actrice[125]
- Almudena Grandes Hernández (61), Spaans schrijfster[126]
- Wilf Oldham (101), Brits militair[127]
- Luis Tavares (27), Portugees hockeyer[128]

### 28 november
- Virgil Abloh (41), Amerikaans dj, ingenieur-architect, beeldkunstenaar en modeontwerper[129]
- Andrej Chotejev (74), Russisch pianist[130]
- Justo Gallego Martínez (96), Spaans monnik en architect[131]
- Aleksandr Gradski (72), Russisch rockzanger[132]
- Laila Halme (87), Fins zangeres[133]
- Emmit King (62), Amerikaans atleet[134]
- Norodom Ranariddh (77), Cambodjaans politicus[135]
- Arie Stehouwer (82), Nederlands voetbaltrainer[136]
- Frank Williams (79), Brits autocoureur en formule 1-teameigenaar[137]
- Tigo Zijlstra (20), Nederlands youtuber[138]

### 29 november
- Marcel Blik (48), Nederlands darter[139]
- Arlene Dahl (96), Amerikaans actrice en zakenvrouw[140]
- David Gulpilil (68), Australisch acteur[141]
- Tommy Lane (83), Amerikaans acteur[142]
- Frits Louer (90), Nederlands voetballer[143]
- Eddie Mekka (69), Amerikaans acteur[144]
- Lutz Merkel (84), Duits springruiter[145]

### 30 november
- Ton Annink (68), Nederlands ambtenaar en bestuurder[146]
- Oriol Bohigas i Guardiola (95), Spaans architect, stedenbouwkundige en hoogleraar[147]
- Lange Jojo (Jules Jean Vanobbergen) (85), Belgisch zanger en striptekenaar[148][149]
- Ray Kennedy (70), Engels voetballer[150]
- Marijn de Koning (78), Nederlands journaliste[151]
- Marcus Lamb (64), Amerikaans televisiedominee[152]
- Fred Leemhuis (79), Nederlands hoogleraar, auteur en vertaler[153]
- Jonathan Penrose (88), Brits schaker[154]
- Herman Schaper (72), Nederlands politicus en diplomaat[155]

### Datum onbekend
- Tony Ayres (54), Brits darter[156]

januari ·
februari ·
maart ·
april ·
mei ·
juni ·
juli ·
augustus ·
september ·
oktober ·
november ·
december
1900 ·
1901 ·
1902 ·
1903 ·
1904 ·
1905 ·
1906 ·
1907 ·
1908 ·
1909 ·
1910 ·
1911 ·
1912 ·
1913 ·
1914 ·
1915 ·
1916 ·
1917 ·
1918 ·
1919 ·
1920 ·
1921 ·
1922 ·
1923 ·
1924 ·
1925 ·
1926 ·
1927 ·
1928 ·
1929 ·
1930 ·
1931 ·
1932 ·
1933 ·
1934 ·
1935 ·
1936 ·
1937 ·
1938 ·
1939 ·
1940 ·
1941 ·
1942 ·
1943 ·
1944 ·
1945 ·
1946 ·
1947 ·
1948 ·
1949 ·
1950 ·
1951 ·
1952 ·
1953 ·
1954 ·
1955 ·
1956 ·
1957 ·
1958 ·
1959 ·
1960 ·
1961 ·
1962 ·
1963 ·
1964 ·
1965 ·
1966 ·
1967 ·
1968 ·
1969 ·
1970 ·
1971 ·
1972 ·
1973 ·
1974 ·
1975 ·
1976 ·
1977 ·
1978 ·
1979 ·
1980 ·
1981 ·
1982 ·
1983 ·
1984 ·
1985 ·
1986 ·
1987 ·
1988 ·
1989 ·
1990 ·
1991 ·
1992 ·
1993 ·
1994 ·
1995 ·
1996 ·
1997 ·
1998 ·
1999 ·
2000 ·
2001 ·
2002 ·
2003 ·
2004 ·
2005 ·
2006 ·
2007 ·
2008 ·
2009 ·
2010 ·
2011 ·
2012 ·
2013 ·
2014 ·
2015 ·
2016 ·
2017 ·
2018 ·
2019 ·
2020 ·
2021 ·
2022 ·
2023 ·
2024 ·
2025